# Железная дорога Маттерхорн — Готтард
Железная дорога Маттерхорн — Готтард (MGB) (нем.  Matterhorn-Gotthard-Bahn) — это узкоколейная железная дорога в Швейцарии. Ширина колеи 1,000 мм. Она была создана в 2003 году путём слияния Фурка-Оберальп-бан (FO) и Церматт-бан (BVZ). Название происходит от горы Маттерхорн и перевала Сен-Готард.
Её сеть составляет 144 км и пролегает от Дисентиса в кантоне Граубюнден в Церматт в кантоне Валлис, через перевал Оберальп и Андерматт в кантоне Ури, базисный туннель Фурка, Бриг и Висп. От Андерматта проложена железнодорожная ветка (ранее независимая Schöllenenbahn) до Гешенена, у северного портала Сен-Готардского железнодорожного туннеля.
Между Реальпом и Обервальдом, линия ранее пересекала перевал Фурка, на высоте 2,162 м над уровнем моря с 1.87-километровым тоннелем, проходящий под перевалом. Его заменил базисный туннель Фурка на высоте 1,564 м над уровнем моря, длинной 15.34 км. Старая линия, живописный маршрут, который очень привлекателен для туристов, управляется Dampfbahn Furka-Bergstrecke (DFB), использующей старые паровозы.
Есть подключение к Ретийской железной дороге в Дисентисе и Ледниковый экспресс проходит от Церматта до Санкт Морица, используя пути обеих компаний.
В 2007 году, был построен новый восточный путь с вокзала Бриг, проходящий через привокзальную площадь и под линией ведущей в Симплонский тоннель, вплотную к северному порталу. Старый 3,2-километровый путь через Натерс был закрыт.

## Линии
- Бриг — Церматт
- Бриг — Андерматт — Дисентис
- Андерматт — Гегешен

## Работа

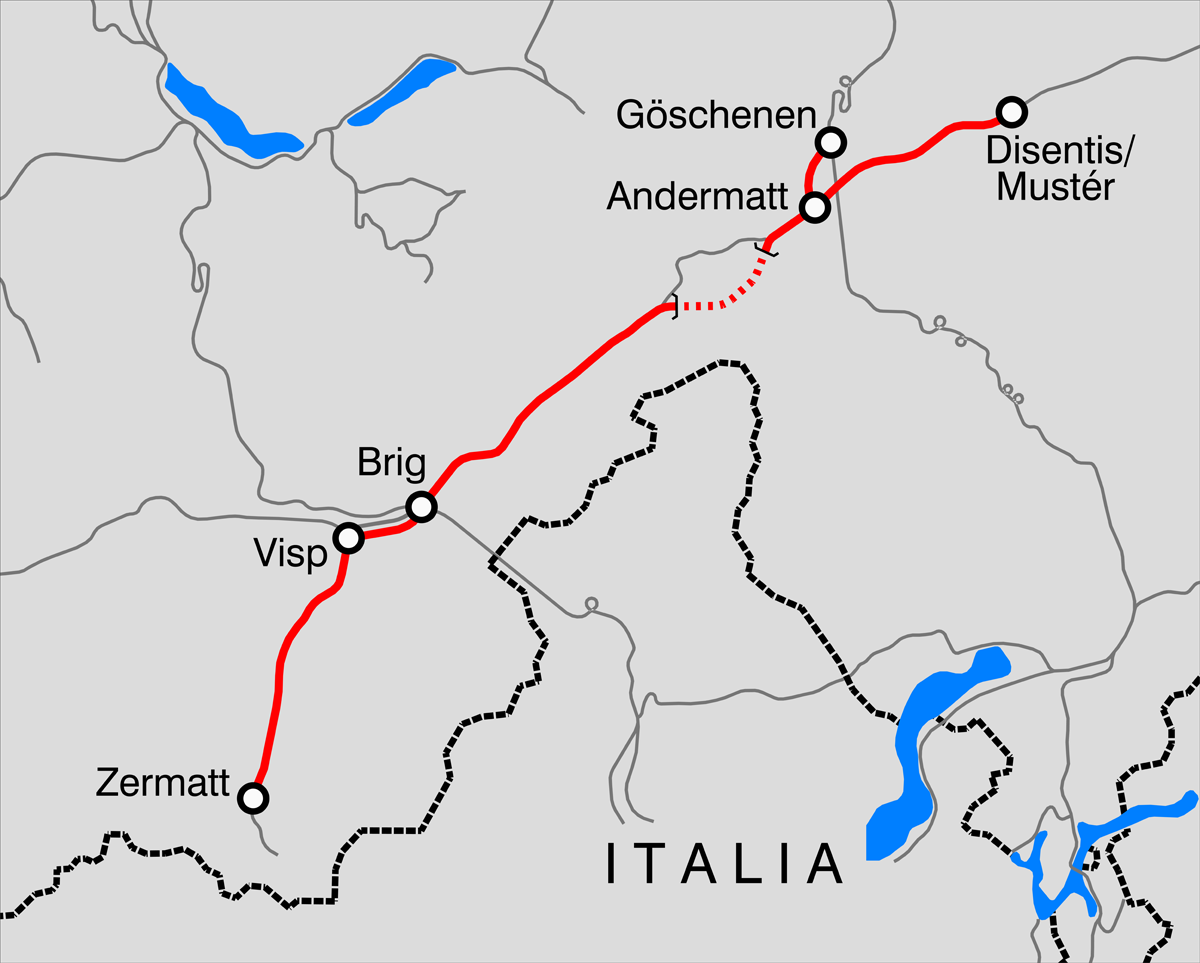
Карта маршрутов.

Помимо Ледникового экспресса, в расписании есть пассажирские поезда между Бригом и Церматтом, Бригом и Гешененом, а также Андерматом и Дизентисом. MGB также эксплуатирует два челночных поезда для автомобилей: Реальп — Обервальд через базисный туннель Фурка и Андерматт — Седрен, через перевал Оберальп, и багажный поезд Тиш — Церматт. В зимний сезон ходят спортивные поезда Седрен — Dieni и Андерматт — Nätschen
Масштабные грузовые перевозоки имеют место только между Фиспом и Церматтом и между Дисентисом и принадлежащей AlpTransit строительной площадке Готардского базисного тоннеля возле Седрена.
Так же MGB управляет автобусными линиями St.Niklaus — Grächen и Fiesch — Ernen — Binn

## Горные участки
Сеть представляет собой смесь обычной и зубчатой железных дорог. На 13-ти зубчатых участках общей протяженностью 28,8 километров (около 20 % от общего сети) используется система Абт с двумя зубчатыми рельсами, установленными в шахматном порядке. Есть уклоны до 90‰ (между Betten Talstation и Fürgangen-Bellwald Talstation), 110 ‰ (по перевалу Оберальп между Дизентисом и Андерматтом), 125 ‰ (на маршруте между Фиспом и Церматтом) и 179 ‰ (на пути из Андерматта вниз к Гешенену). На оставшихся почти 116 км (примерно 80 % от общего сети) зубчатый рельс не используется, а уклоны более пологие(до 40 ‰).
| №. | Участок                          | открыт компанией | Текущая длина | Уклон | направление!! примечание | примечание                                                                        | примечание |
| -- | -------------------------------- | ---------------- | ------------- | ----- | ------------------------ | --------------------------------------------------------------------------------- | ---------- |
| 1  | Дизентис-Segnas                  | FO               | 1797 m        | 70 ‰  | /                        | Оригинальный наклон 90 ‰, уменьшен открытием Нового туннеля в Дизентисе 1996—1999 |            |
| 2  | Dieni-Tschamutt-Перевал Оберальп | FO               | 6488 m        | 110 ‰ | /                        |                                                                                   |            |
| 3  | озеро Оберальп-Nätschen          | FO               | 2879 m        | 65 ‰  | \                        |                                                                                   |            |
| 4  | Nätschen-Андерматт               | FO               | 4173 m        | 110 ‰ | \                        |                                                                                   |            |
| 5  | Göschenen-Андерматт              | SchB             | 2560 m        | 181 ‰ | /                        |                                                                                   |            |
| 6  | Realp-Tiefenbach                 | FO               | 2609 m        | 110 ‰ | /                        | с 1981 — Паровая дорога Фурка (DFB)                                               |            |
| 7  | Tiefenbach-Furka                 | FO               | 2982 m        | 110 ‰ | /                        | с 1981 — Паровая дорога Фурка (DFB)                                               |            |
| 8  | Muttbach-Belvedère-Gletsch       | FO               | 3459 m        | 110 ‰ | \                        | с 1981 — Паровая дорога Фурка (DFB)                                               |            |
| 9  | Gletsch-Oberwald                 | BFD              | 4440 m        | 110 ‰ | \                        | с 1981 — Паровая дорога Фурка (DFB)                                               |            |
| 10 | Fürgangen-Bellwald-Fiesch        | BFD              | 1486 m        | 90 ‰  | \                        |                                                                                   |            |
| 11 | Lax-Grengiols                    | BFD              | 2025 m        | 90 ‰  | \                        |                                                                                   |            |
| 12 | Grengiols-Betten Talstation      | BFD              | 1240 m        | 67 ‰  | \                        |                                                                                   |            |
| 13 | Ackersand-Stalden/Saas-Mühlebach | VZ               | 2064 m        | 125 ‰ | /                        |                                                                                   |            |
| 14 | Kalpetran−Kipferwald-St. Niklaus | VZ               | 2459 m        | 126 ‰ | /                        |                                                                                   |            |
| 15 | St. Niklaus-Mattsand             | VZ               | 693 m         | 104 ‰ | /                        |                                                                                   |            |
| 16 | Herbriggen-Randa                 | VZ               | 2897 m        | 120 ‰ | /\                       | обход оползня 1991 года в Randa                                                   |            |
| 17 | Täschsand-Kalter Boden           | VZ               | 942 m         | 124 ‰ | /                        |                                                                                   |            |

## Электрификация
MGB использует однофазный ток с напряжением 11 кВ и частотой 16,7 Гц, подающийся через контактную сеть.
Энергия, в отличие от Ретийской железной дороги, получается от SBB, от её собственной высоковольтной сети 16,7 Гц с напряжением 132 и 66 кВ. Преобразование в 11 кВ происходит в подстанциях в Herbriggen, Massaboden и Андерматте.

## Корпоративная Структура
В структуру железной дороги входят:
 нем.  Matterhorn Gotthard-Bahn AG (MGB), бывшее BVZ,
 нем.  Matterhorn Gotthard infrastructure AG (MGI), бывшее FO,
 нем.  Matterhorn Gotthard railway (MGM), новое акционерное общество, созданное как управляющая компания.
 MGB взяло перевозки FO и отдало инфраструктуру BVZ в MGI в обмен. MGB принадлежит в большей састи BVZ Холдинг АГ" (которая также владеет Горнерграт бан АГ " (GGB) и Matterhorn Terminal Täsch — большой автопарковкой, на которой оставляют машины туристы, едущие в Церматт), а MGI принадлежат швейцарскому Федеральному правительству и кантонам, MGM принадлежит холдингу BVZ и государству в равных долях.
| Участие                | BVZ Management | GGB        | MGB         | MGM         | Matterhorn Terminal Täsch | MGI            |
| BVZ Holding AG         | 100 %          | 100 %      | 75 %        | 50 %        | 34 %                      |                |
| Государственный сектор |                |            | 22 %        | 50 %        |                           | 99 %           |
| Частные лица           |                |            | 3 %         |             |                           | 1 %            |
| Акционерный капитал    | 10 млн CHF     | 8 млн. CHF | 15 млн. CHF | 250’000 CHF | 10,5 млн. CHF             | 11,46 млн. CHF |

## Картинки

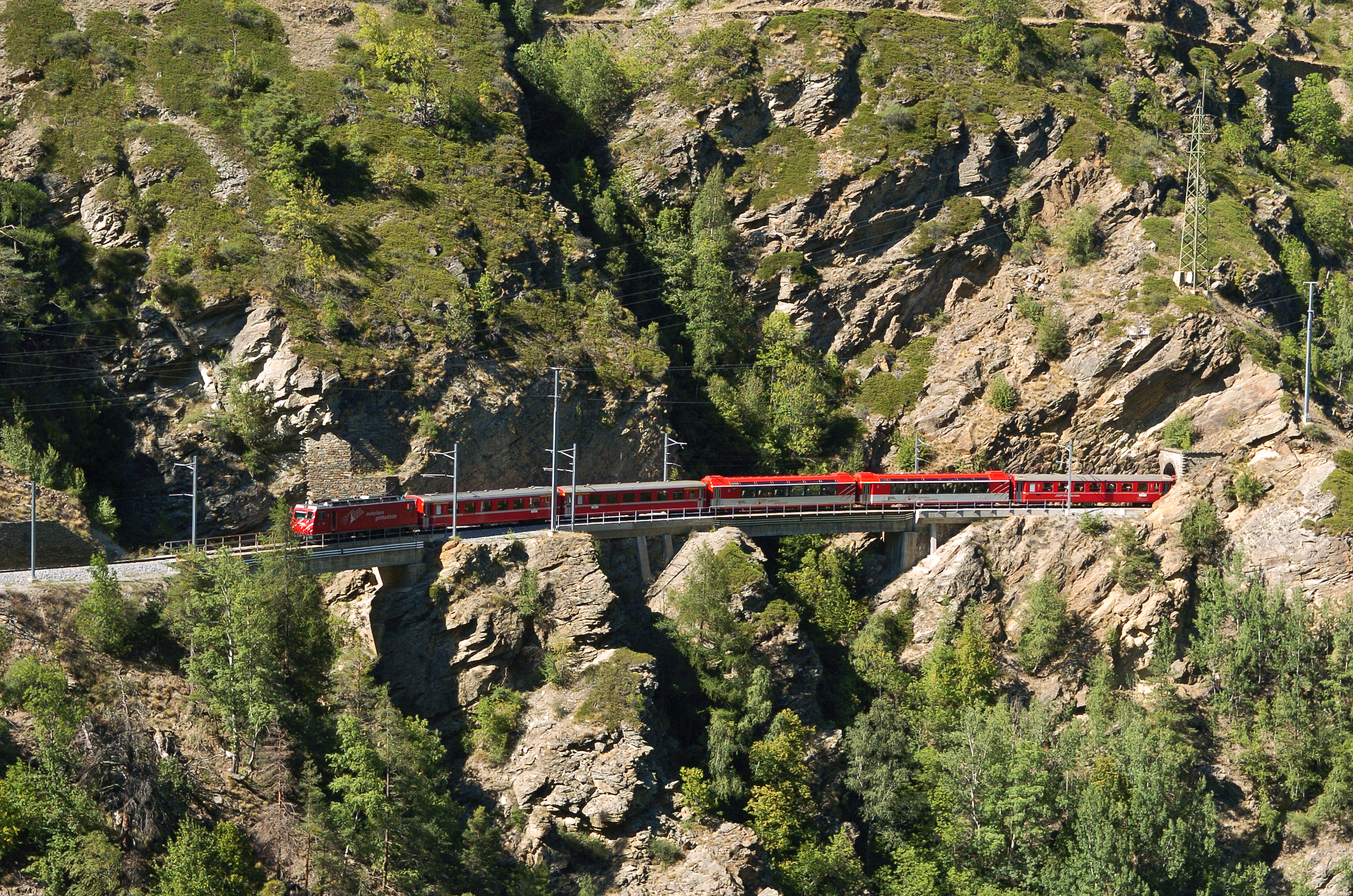
Поезд возле Штальден
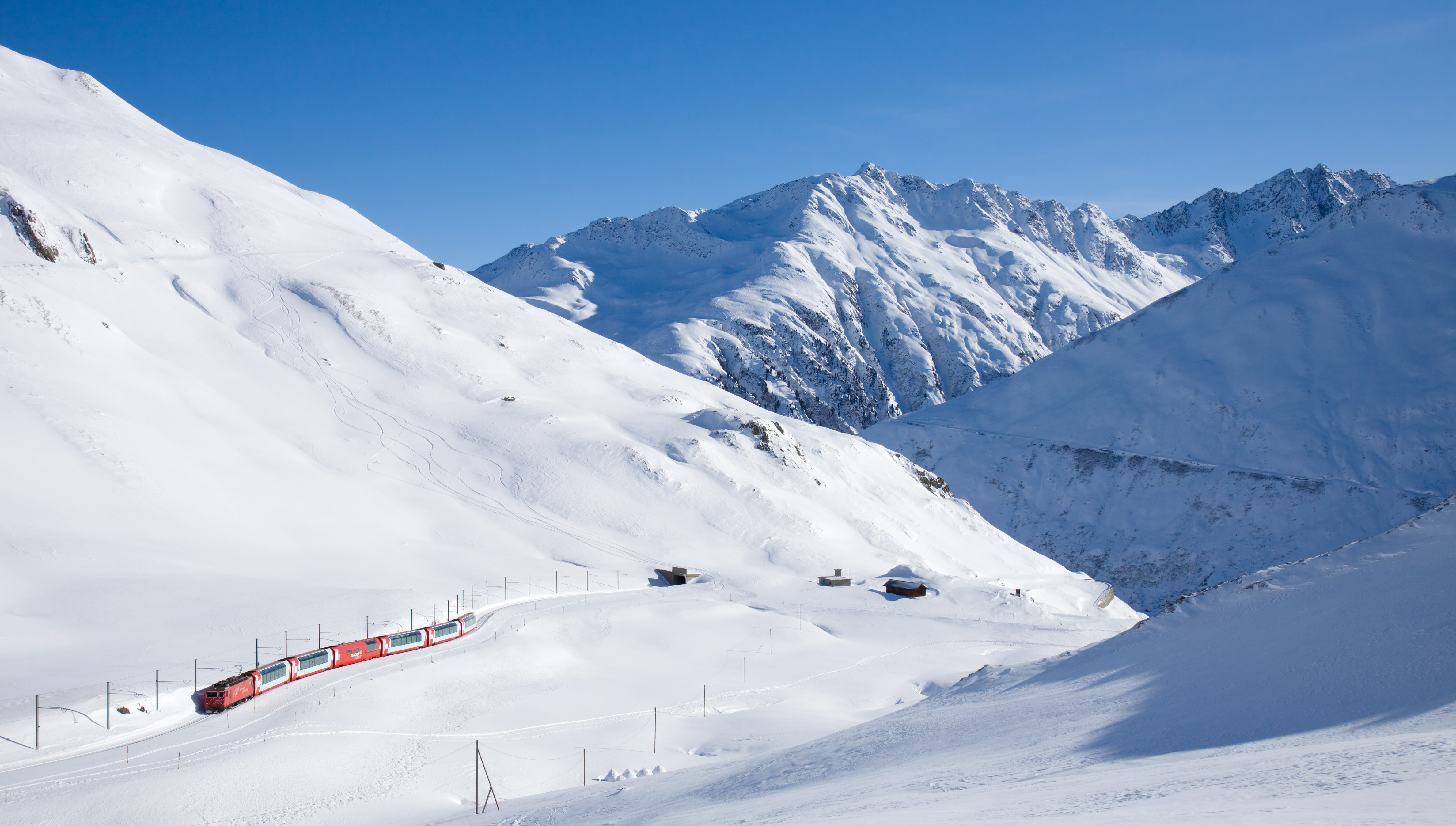
Ледниковый экспресс до Церматта на перевале Оберальп
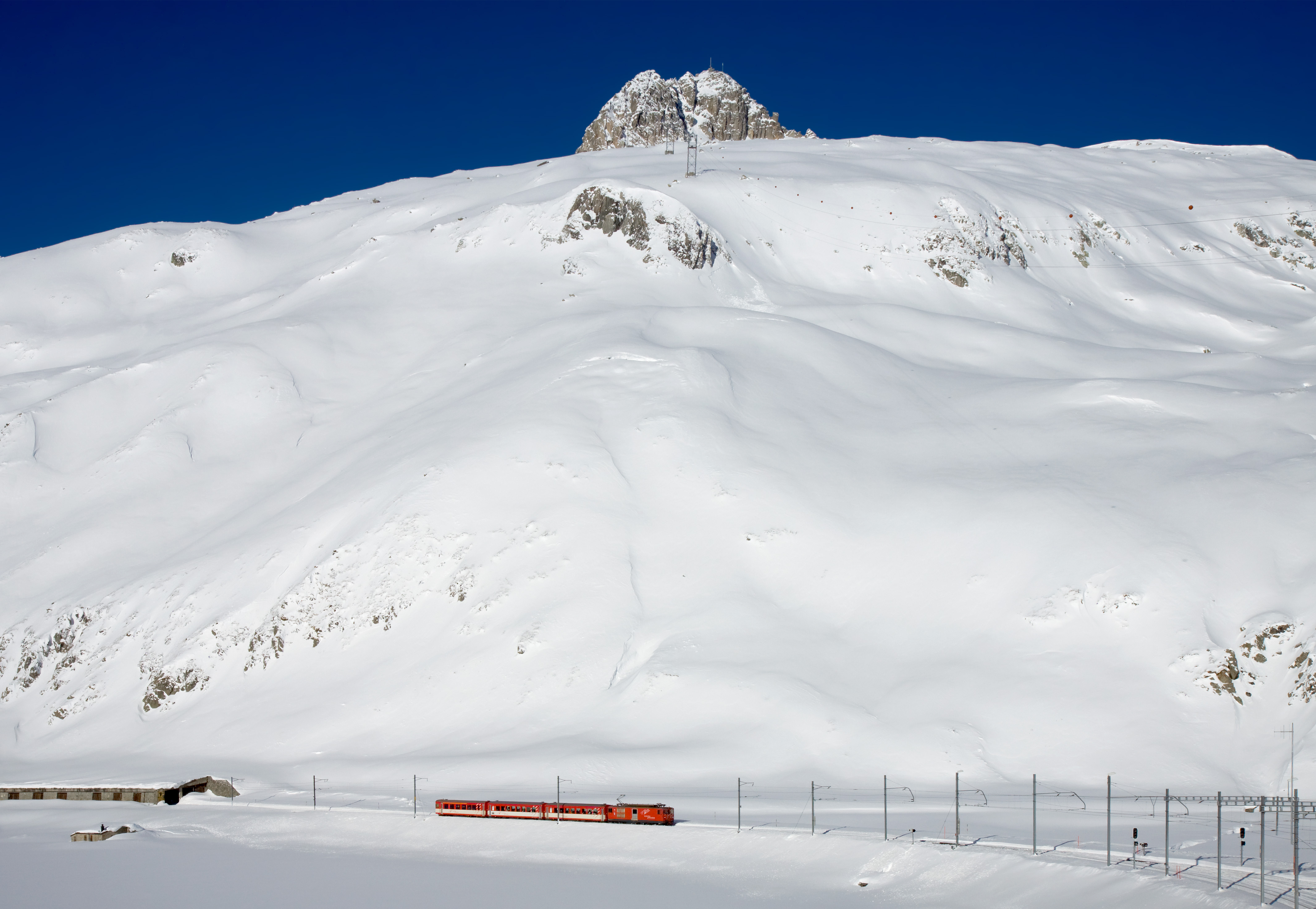
Двухтактный поезд на Oberalpsee
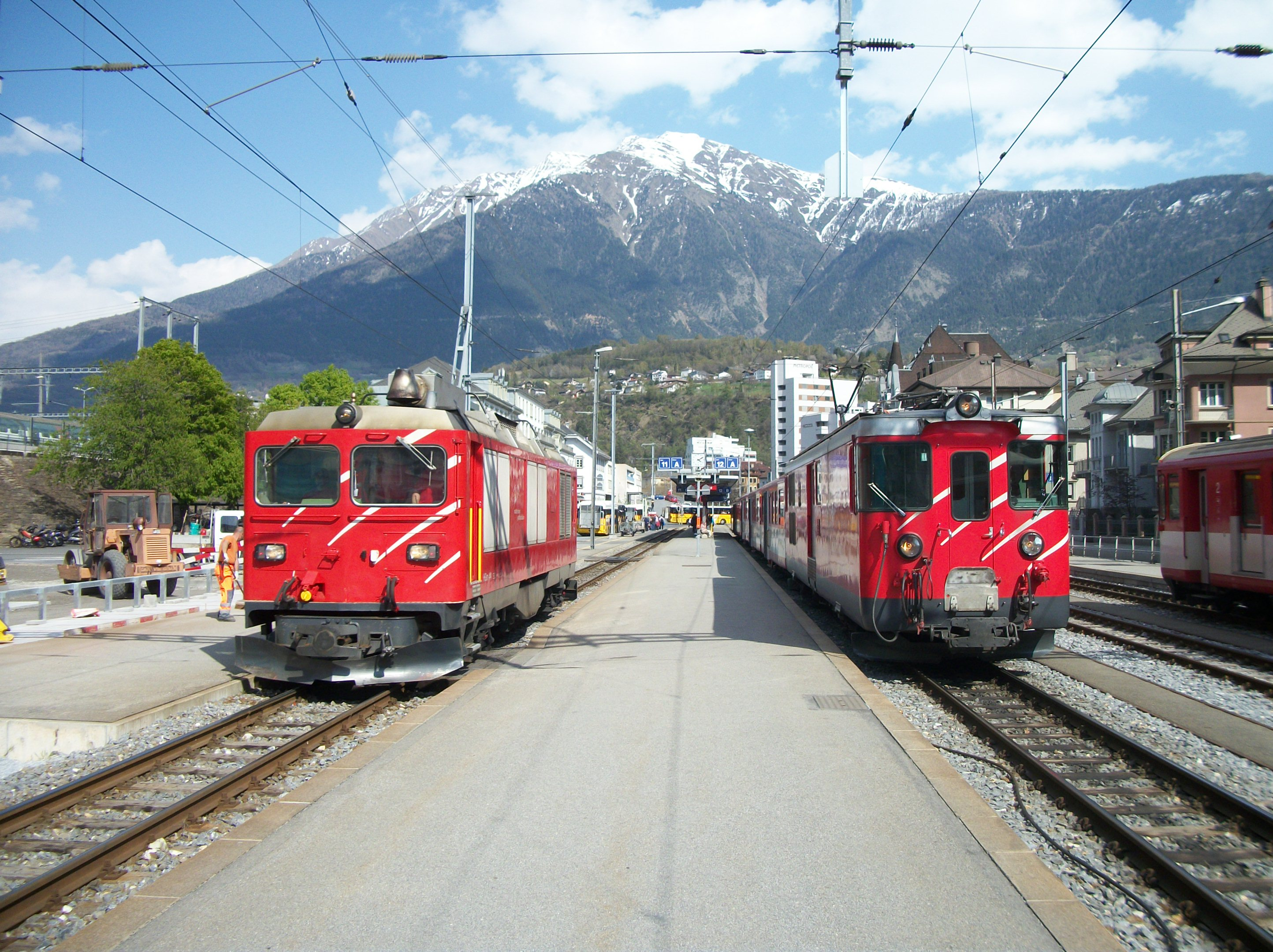
Железная дорога Маттерхорн-Готтард в Бриг, Швейцария